# Preobraschenka (Skadowsk)
Preobraschenka (ukrainisch und russisch Преображенка) ist ein Dorf im Süden der ukrainischen Oblast Cherson mit etwa 1500 Einwohnern.
Das 1783 gegründete Dorf hieß zwischen 1930 und dem 17. März 2016 Tscherwonyj Tschaban (ukrainisch Червоний Чабан; wörtlich „Roter Schafhirte“) und befindet sich im Rajon Skadowsk 36 km südwestlich vom ehemaligen Rajonzentrum Kalantschak an der Fernstraße M 17, der Bahnstrecke Cherson–Kertsch und dem Nord-Krim-Kanal nahe der Landenge von Perekop an der Grenze zur Krim. An der Bahnstrecke befindet sich beim Dorf die 1944 erbaute Bahnstation Wadym (Вадим).
Südlich des Ortes befindet sich seit der völkerrechtswidrigen Annexion der Krim durch Russland der Kontrollpunkt Kalantschak, über welchen der Verkehr auf der Fernstraße M 17 von und nach der Krim kontrolliert wird. Auf der Straße von Tschaplynka nach Perekop, östlich des Ortes, befindet sich der Kontrollpunkt Tschaplynka.
Am 8. September 2016 wurde das Dorf ein Teil der neugegründeten Siedlungsgemeinde Myrne, bis dahin bildete es zusammen mit den Dörfern Kajirka (Каїрка), Makariwka (Макарівка), Pamjatnyk (Пам'ятник), Poljowe (Польове) und Stawky (Ставки) die Landratsgemeinde Tscherwonyj Tschaban (Червоночабанська сільська рада/Tscherwonotschabanska silska rada) im Osten des Rajons Kalantschak.
Seit dem 17. Juli 2020 ist sie ein Teil des Rajons Skadowsk.